# Pseudonupserha
Pseudonupserha is een kevergeslacht uit de familie van de boktorren (Cerambycidae). De wetenschappelijke naam van het geslacht werd voor het eerst geldig gepubliceerd in 1914 door Aurivillius.

## Soorten
Pseudonupserha omvat de volgende soorten:
- Pseudonupserha congoensis Breuning, 1950
- Pseudonupserha flavipennis Breuning, 1967
- Pseudonupserha mediovittata Breuning, 1950
- Pseudonupserha neavei Aurivillius, 1914
- Pseudonupserha wittei Breuning, 1953